# Rustem Bajsieitow
Rustem Salimowicz Bajsieitow (ur. 17 sierpnia 1978) – kazachski zapaśnik walczący w stylu klasycznym. Brązowy medal na mistrzostwach Azji w 2003. Trzeci w Pucharze Azji w 2003 roku.